# 苏里南中心自然保护区
苏里南中心自然保护区（荷蘭語：Centraal Suriname Natuurreservaat）位于苏里南锡帕利维尼区，是保护国际和苏里南政府于1983年成立的自然保护区。苏里南中心自然保护区中的原始热带雨林达一万六千平方公里，为研究热带生态系统的生物和生态提供了极有价值的根据地，2000年被列入世界遗产。

## 概况
保护区中大面积的热带雨林保护了戈贝纳美河上游流域与鲁西耶、欧斯特、如依德、萨拉马克斯与格兰河河的上游水源区。其植被种类繁多，直至今日，发现的维管植物已经超过5000种。保护区内也蕴育有许多当地特有的动物，如美洲虎、巨犰狳、大河水獭、貘、树獭及八种灵长类动物，还栖息着400多种的鸟类。
苏里南中心自然保护区为圭亚那高原的一部分。主要特征是风化形成的多处花岗岩穹丘。褐色的花岗岩暴露在阳光下，形成了特殊的旱生植物的群落生境。名气最大的花岗岩穹丘沃兹伯格高245米。自然保护区的其他风景有朱丽安娜峰 (1230米)，这是苏里南的最高峰。还有1026米的塔菲尔伯格。恶魔之卵是看上去在峰顶上摇摇欲坠的一块巨石。